# BIG ARTIST BEST COLLECTION (オフコースのアルバム)
『BIG ARTIST BEST COLLECTION』（ビッグ・アーティスト・ベスト・コレクション）は、1989年6月7日に発売されたオフコース通算15作目の非監修ベスト・アルバム。

## 解説
「僕の贈りもの」から「YES-YES-YES」までのシングル21作から17曲を収録した、レコード会社主導によるベスト・アルバム。『BIG ARTIST BEST COLLECTION』シリーズの一作として発売された。
『SUMMER JUNCTION BEST FROM OFF COURSE』と同時発売。
シングルセレクション的な内容となっているが、「僕の贈りもの」はアルバム『僕の贈りもの』収録のアルバム・ヴァージョン、「愛を止めないで」、「Yes-No」はベスト・アルバム『SELECTION 1978-81』収録のリミックス・ヴァージョン、「YES-YES-YES」はアルバム『I LOVE YOU』収録のアルバム・ヴァージョンで、それぞれ収録されている。

## 収録曲

### CT25-9030 / TOYT-5014
| 全編曲: オフコース (#1以外)、オフコース、重実博、矢沢透 (#1)。 |                          |            |                  |      |
| #                                                              | タイトル                 | 作詞・作曲 | ストリングス編曲 | 時間 |
| 1.                                                             | 「僕の贈りもの」         | 小田和正   | 深町純           | 3:17 |
| 2.                                                             | 「眠れぬ夜」             | 小田和正   |                  | 3:15 |
| 3.                                                             | 「めぐる季節」           | 小田和正   |                  | 3:55 |
| 4.                                                             | 「こころは気紛れ」       | 小田和正   |                  | 3:49 |
| 5.                                                             | 「秋の気配」             | 小田和正   | 小田和正         | 3:49 |
| 6.                                                             | 「ロンド」               | 鈴木康博   | 鈴木康博         | 2:58 |
| 7.                                                             | 「やさしさにさようなら」 | 小田和正   | 小田和正         | 3:57 |
| 8.                                                             | 「あなたのすべて」       | 小田和正   |                  | 3:51 |
| 9.                                                             | 「愛を止めないで」       | 小田和正   |                  | 3:39 |
| 10.                                                            | 「風に吹かれて」         | 小田和正   | 小田和正         | 4:07 |

| 全作詞・作曲: 小田和正、全編曲: オフコース、フリューゲルホルン：富樫要 (#13)、ストリングス編曲：小田和正 (#16)。 |                                |          |            |      |
| # | タイトル                       | 作詞     | 作曲・編曲 | 時間 |
| 11. | 「さよなら」                   | 小田和正 | 小田和正   | 5:00 |
| 12. | 「生まれ来る子供たちのために」 | 小田和正 | 小田和正   | 4:54 |
| 13. | 「Yes-No」                     | 小田和正 | 小田和正   | 5:00 |
| 14. | 「時に愛は」                   | 小田和正 | 小田和正   | 5:45 |
| 15. | 「I LOVE YOU」                 | 小田和正 | 小田和正   | 5:02 |
| 16. | 「言葉にできない」             | 小田和正 | 小田和正   | 6:18 |
| 17. | 「YES-YES-YES」                | 小田和正 | 小田和正   | 3:50 |

## リリース履歴
| # | 発売日        | リリース              | 規格 | 品番      | 備考               |
| - | ------------- | --------------------- | ---- | --------- | ------------------ |
| 1 | 1989年6月7日  | EXPRESS / TOSHIBA EMI | CD   | CT25-9030 |                    |
| 1 | 1989年6月7日  | EXPRESS / TOSHIBA EMI | CT   | ZT20-9030 | カセット同時発売。 |
| 2 | 1992年12月2日 | EXPRESS / TOSHIBA EMI | MD   | TOYT-5014 |                    |